# Skridskomattvävare
Skridskomattvävare (Diplostyla concolor) är en spindelart som först beskrevs av Karl Friedrich Wider 1834.  Skridskomattvävare ingår i släktet Diplostyla och familjen täckvävarspindlar. Arten är reproducerande i Sverige. Inga underarter finns listade i Catalogue of Life.